# John Ashcroft
John David Ashcroft (Chicago, 9 maggio 1942) è un politico statunitense.

## Biografia
Fu il 79º procuratore generale degli Stati Uniti sotto il presidente degli Stati Uniti d'America George W. Bush. Nato nello stato dell'Illinois, i suoi genitori furono il ministro James Robert Ashcroft e Grace P. Larsen. Frequentò l'università di Yale e l'università di Chicago. Fra le altre cariche svolte quella del governatore del Missouri dal 1985 al 1993. Sposò Janet.